# Haute Route
Haute Route (sl. Visoka pot) je ime znane pohodniške in smučarske visokogorske turne poti. 180 km dolga pot poteka med  Mont Blancom in Matterhornom in povezuje alpski središči Chamonix in Zermatt. Za turo je potrebnih najmanj 12 dni peš ali 7 dni na turnih smučeh.
Prvič kot poletno planinsko pot, ki so jo sredi 19. stoletja začrtali člani Angleškega alpskega kluba, pot traja približno 12+ dni hoje (ali 7+ dni smučanja) za 180 km od doline Chamonix, kjer je Mont Blanc, v Zermatt, domovino Matterhorna. Izraz, ki so ga člani pohodniškega kluba prvotno v angleščini poimenovali »The High Level Route«, so ga prevedli v francoščino, ko so ga prvič uspešno opravili na smučeh leta 1911. Od takrat prevladuje francoski izraz. Medtem ko je izraz Haute route postal nekoliko generiziran za katero koli od številnih večdnevnih alpskih tur od koče do koče, Haute Route Chamonix-Zermatt ostaja izvirnik.
Poleg prvotne visoke poti danes obstaja tudi »pohodniška« visoka pot, ki je planinska pohodniška pot, in sledi mreži dobro označenih poti. »Pohodniška« pot se drži pod 3000 metri in izkorišča priljubljene planinske koče ter manjša gostišča in hotele v vaseh ob poti. Spomladi, poleti in jeseni je ta pot varna, popolnoma netehnična (ne potrebuje vrvi, derez ali zaščitnih naprav, za razliko od prave Haute Route) in kljub temu, da je zahtevna zaradi dnevnih vzponov in razdalj, je dosegljiva kateremu koli pohodniku v razmeroma dobri fizični kondiciji.
Prvotna Haute Route ima velike dele potovanja po ledeniku, za kar so potrebni primerna gorniška oprema in izkušnje. Pozimi je obvezna oprema za turno smuko, glede na vreme in izbrano pot pa lahko tudi dereze, vrvi in oprema za zaščito pred plazovi.

## Poletne visoke poti
Občasno obstaja nevarnost podiranja ledenikov, zaradi česar je pot skoraj neprehodna. Vendar pa obstaja različica nižje ravni, ki se izogiba prečkanju ledenikov. Večina pohodnikov jo opravi v 12–16 dneh
| - Le Tour village, Francija - Albert Premier Hut - Cabane du Trient ali Orny Hut - Champex town, Švica - Valsorey Hut ali Chanrion Hut - Vignettes Hut - Arolla village, Švica - Bertol Hut - Schonbiel Hut - Zermatt town, Švica | - Chamonix, Francija - Argentière vas, Francija - Trient vas, Švica - Champex vas, Švica - Sembrancher vas, Švica - Le Chable vas, Švica - Verbier vas, Švica - Arolla vas, Švica - Les Haudères vas, Švica - Zinal vas, Švica - Gruben vas, Švica - St. Niklaus vas, Švica - Zermatt, Švica |

## Turno smučarska Haute Route
Smučarska tura Haute Route, ki je bila prvič uspešno zaključena leta 1911, je verjetno najbolj znana in zaželena smučarska tura na svetu. Z visokogorskimi kočami, ki smučarjem omogočajo, da ostanejo visoko in premagajo znatne razdalje, se vije skozi najvišje, najbolj dramatične vrhove Alp od Mont Blanca do Matterhorna. Za dokončanje te proge so potrebni lepo vreme, ugodne snežne razmere in velik napor. Zaradi tega približno polovica smučarjev, ki začnejo turo, je ne dokonča.
Med Chamonixom in Zermattom obstaja veliko različic HLR (High Level Route). Kateri koli progi je možno dodati tudi vzpone na več smučarskih vrhov. Zimska Haute Route odstopa od poletne poti, da bi se izognila terenu, ki je nevaren ali neprehoden, ko je pokrit s snegom. Veliko ljudi smuča Haute Route tudi v nasprotni smeri, z različicami, ki izberejo boljši vzpon in spust.
Lionel Claudepierre, član PGHM iz Bourg Saint Mauricea, je v ponedeljek, 15. aprila 2013, postavil nov rekord 18h 35m.